# Карельское (Крым)
Каре́льское (до 1948 года Келечи́; укр. Карельське, крымскотат. Keleçi, Келечи) — исчезнувшее село в Черноморском районе Республики Крым, располагавшееся на востоке района, на западном берегу озера Донузлав, примерно в 4 километрах юго-восточнее современного села Новоивановка.

### Динамика численности населения
| - 1806 год — 147 чел. - 1864 год — 52 чел. - 1889 год — 103 чел. - 1892 год — 30 чел. | - 1900 год — 183 чел. - 1915 год — 17/71 чел. - 1926 год — 86 чел. |

## История
Первое документальное упоминание села встречается в Камеральном Описании Крыма… 1784 года, судя по которому, в последний период Крымского ханства Ич входил в Тарханский кадылык Козловскаго каймаканства.
После присоединения Крыма к России (8) 19 апреля 1783 года, (8) 19 февраля 1784 года, именным указом Екатерины II сенату, на территории бывшего Крымского ханства была образована Таврическая область и деревня была приписана к Евпаторийскому уезду. После павловских реформ, с 1796 по 1802 год входила в Акмечетский уезд Новороссийской губернии. По новому административному делению, после создания 8 (20) октября 1802 года Таврической губернии, Келечи был включён в состав Яшпетской волости Евпаторийского уезда.
По Ведомости о волостях и селениях, в Евпаторийском уезде с показанием числа дворов и душ… от 19 апреля 1806 года, в деревне Келечи числилось 17 дворов, 141 крымский татарин и 6 ясыров. На военно-топографической карте генерал-майора Мухина 1817 года деревня Келече обозначена с 20 дворами. После реформы волостного деления 1829 года Келечи, согласно «Ведомости о казённых волостях Таврической губернии 1829 года» остался в составе Яшпекской волости, на карте 1836 года в деревне 24 двора, как и на карте 1842 года.
В 1860-х годах, после земской реформы Александра II, деревню приписали к Курман-Аджинской волости. Согласно «Памятной книжке Таврической губернии за 1867 год», деревня Келечи была покинута, в результате эмиграции крымских татар, особенно массовой после Крымской войны 1853—1856 годов, в Турцию и стояла без новых поселенцев. В «Списке населённых мест Таврической губернии по сведениям 1864 года», составленном по результатам VIII ревизии 1864 года, Келечи — владельческая татарская деревня, с 10 дворами, 52 жителями и мечетью при колодцах. По обследованиям профессора А. Н. Козловского 1867 года, вода в колодцах деревни была солоноватая, а их глубина колебалась от 1 до 5 саженей (от 2 до 10 м). На трехверстовой карте Шуберта 1865—1876 года в деревне Келечи обозначено 10 дворов. Согласно изданной в 1886 году «Справочной книжке о приходах и храмах Таврической епархии…» епископа Гермогена, в деревне Келегах проживало смешанное русско-татарское население. В «Памятной книге Таврической губернии 1889 года», по результатам Х ревизии 1887 года, в деревне Келечи числилось 17 дворов и 103 жителя. Согласно «…Памятной книжке Таврической губернии на 1892 год», в деревне Келечи, входившей в Дениз-Байчинский участок, было 30 жителей в 6 домохозяйствах.
Земская реформа 1890-х годов в Евпаторийском уезде прошла позже остальных, в результате Келечи приписали к Кунанской волости.
По «…Памятной книжке Таврической губернии на 1900 год» в деревне числилось 183 жителя в 29 дворах. По Статистическому справочнику Таврической губернии. Ч.II-я. Статистический очерк, выпуск пятый Евпаторийский уезд, 1915 год, в деревне Келечи Кунанской волости Евпаторийского уезда числилось 15 дворов (все дворы безземельные) с русским населением в количестве 17 человек приписных жителей и 71 — «посторонний», из которых 45 мужчин и 41 женщина. Жители землёй не владели, в хозяйствах имелось 40 лошадей, 30 волов, 8 коров и 140 голов мелкого скота.
После установления в Крыму Советской власти, по постановлению Крымревкома от 8 января 1921 года № 206 «Об изменении административных границ» была упразднена волостная система и образован Евпаторийский уезд, в котором создан Ак-Мечетский район и село вошло в его состав, а в 1922 году уезды получили название округов. 11 октября 1923 года, согласно постановлению ВЦИК, в административное деление Крымской АССР были внесены изменения, в результате которых округа были отменены, Ак-Мечетский район упразднён и село вошло в состав Евпаторийского района. Согласно Списку населённых пунктов Крымской АССР по Всесоюзной переписи 17 декабря 1926 года, в селе Келечи, в составе упразднённого к 1940 году Сабанчинского сельсовета Евпаторийского района, числилось 18 дворов, все крестьянские, население составляло 86 человек, все украинцы. Согласно постановлению КрымЦИКа от 30 октября 1930 года «О реорганизации сети районов Крымской АССР», был восстановлен Ак-Мечетский район (по другим данным 15 сентября 1931 года) и село вновь включили в его состав.
С 25 июня 1946 года Келечи в составе Крымской области РСФСР. Указом Президиума Верховного Совета РСФСР от 18 мая 1948 года, Келечи переименовали в Корельское.26 апреля 1954 года Крымская область была передана из состава РСФСР в состав УССР. С начала 1950-х годов, в ходе второй волны переселения (в свете постановления № ГОКО-6372с «О переселении колхозников в районы Крыма»), в Черноморский район приезжали переселенцы из различных областей Украины. Время включения в состав Новоивановского сельсовета пока не установлено: на 15 июня 1960 года посёлок Карельское уже числился в его составе. Ликвидировано в период между 1968 годом, когда посёлок ещё числился в составе Новоивановского сельского совета и 1977-м, когда Карельское уже числилось в списке упразднённых.